# Беяшу
Беяшу (рум. Băiașu) — село у повіті Вилча в Румунії. Входить до складу комуни Перішань.
Село розташоване на відстані 169 км на північний захід від Бухареста, 29 км на північ від Римніку-Вилчі, 125 км на північ від Крайови, 99 км на захід від Брашова.

## Населення
За даними перепису населення 2002 року у селі проживали 239 осіб, усі — румуни. Усі жителі села рідною мовою назвали румунську.